# Ramón Vargas Colman
Ramón Vargas Colman (Tebicuarymí, 3 de marzo de 1925 - Asunción, 14 de julio de 1983) fue un célebre músico y compositor paraguayo del siglo XX. Es conocido por haber musicalizado 13 Tuyutí, la epopeya de Emiliano R. Fernández. Quedó huérfano de padre a corta edad y desde entonces tuvo que realizar varias actividades para hacer sostenible la vida de su familia, a cuya cabeza quedó su madre.

## Infancia y juventud
Sus inclinaciones musicales se manifestaron hacia la música folclórica popular de nuestro país, desde joven y famosos dúos de la época, como: Melga-Chase y los Hermanos Cáceres, le sirvieron de modelo para afirmar su deseo de convertirse en intérprete y compositor.
En 1952, formó un dúo que llegaría a alcanzar el éxito y la trascendencia que conocieron sus maestros, el dúo Vargas-Saldívar, integrado por él y el también intérprete y compositor Andrés Cuenca Saldivar.

## Estilo
Con un estilo sencillo que se refleja en las numerosas composiciones creadas a lo largo de su extensión carrera artística, nos muestra a cabalidad sus condiciones.
Composiciones como, “Mokoi Kogoe”, “13 Tuyuti” y “Tupasy del campo”.son testimonios de esa gran sensibilidad artística que le sirvió para ponerles música a los versos de grandes poetas nacionales.

## Primeros pasos
Andrés Cuenca Saldívar, su dúo, rememora lo siguiente en un escrito que consta en los archivos de Autores Paraguayos Asociados (APA):
"Cuando vine de Buenos Aires con el arpista Pedro Gamarra, conocí a Ramón Vargas Colman, siendo él, en ese entonces, funcionario del puerto de Asunción; en el año 1958, grabamos el primer disco, nuestro primer éxito fue el tema Vapor cué, y nuestros trabajos de grabación se sucedieron en forma ininterrumpida y de modo periódico. La última vez que grabamos fue en el año 1980", acoto el artista.

## Trayectoria
Efectivamente, el éxito definitivo y la consagración a nivel Nacional e Internacional, llegarían con la tan conocida y característica composición interpretada por el dúo Vargas-Saldivar Vapor cué, cuya letra describe las hazañas de la flota naval paraguaya, durante la guerra de la triple alianza.
Este tema fue grabado en el año 1958 para el sello “Columbia” de la Argentina, y contó con la participación especial, en la interpretación del Arpa, de otro consagrado en este instrumento el artista Lorenzo Leguizamón.
En la década del 70, el Dúo Vargas-Saldivar se presentó en numerosos escenarios de países iberoamericanos en giras internacionales, que realizaban; tuvieron ocasión de llevar su arte a numerosas ciudades de Argentina, Bolivia, Brasil, Uruguay, y otros países sudamericanos.
En el año 1972 cantaron ante los micrófonos de radio El Mundo de Buenos Aires.
En el año 1979, los residentes paraguayos en los Estados Unidos de América, organizaron una “Histórica y multitudinaria presentación”, en aquel país del Norte, según un escrito preservado en APA.

## Obras
Entre sus numerosas composiciones, sobresalen algunas que se han convertido en verdaderos iconos del cancionero nativo guaraní; canciones como:
- “Regimiento 13, «Tuyutî»” (letra de Emiliano R. Fernández).
- “Tupãsy del Campo” (letra de Amadeo Camelli).
- “Mokõi Kogoe” (letra de Silverio Rojas Vargas).
- “Ko'ape Che Avy'ave” (letra de Emiliano R. Fernández, musicalizada junto a Andrés Cuenca Saldívar).
- “Serenata Carmencita-pe” (letra de Luis Fleitas).
- “Che Resa Mbohoryhára” (letra de Deidamio González).
- “Porque Siempre Rohayhu” (letra de Enrique Estigarribia Gayoso).
- “Mariposa del Ensueño” (letra de Héctor Isaac)
- “Amada Flor” (letra de Gregorio Silva).
- “Romilda” (a su esposa).
- “Mi Serenata” (letra de Ramón Mendoza).
- “Ambición” (letra de Manuel Ortiz Guerrero).
- “Ne Ma'ê” (letra de Gill Dami Serna).
- “Flor del Paraná” (letra de José Domingo Portillo).
- “Muñequita” (letra de Ismael I. Medina).
- “Separación”, “En Tu Ventana” (con letra de Emiliano R. Fernández).
- “Oka'úva Purahéi” (letra de José Asunción Acuña).
- “Nde Kéra Ñopûvo”.
- “Che Tapỹi Jeguakarã” (letra de Pedro Sánchez Núñez).
- “Mi Recuerdo de Ayer” (letra de Victoriano Rolandi).
- “Regimiento 1, «2 de Mayo»” (letra de Gastón Duarte Bogado).
- “Pynandi Purahéi” (letra de Juan Manuel Frutos Pane).